# 自閉症の僕が跳びはねる理由
『自閉症の僕が跳びはねる理由』（じへいしょうのぼくがとびはねるりゆう）は、カナー型重度自閉症の13歳の少年である東田直樹を著者とする伝記、エッセイ、ノンフィクション作品である。2007年に日本で出版され、その後、自閉症の息子を持つヨシダ・ケイコとその夫で作家のデイヴィッド・ミッチェルによる英訳版『The Reason I Jump』が2013年に刊行された。以後、世界30カ国以上で出版され、2022年までに累計120万部を超える世界的ベストセラーとなっている。『ニューヨークタイムズ』のベストセラーに選ばれたほか、英国の『サンデータイムズ』のハードカバーノンフィクション部門でベストセラーにランクインしている。また、ジェリー・ロスウェル（Jerry Rothwell）が監督を務めたドキュメンタリー映画『僕が跳びはねる理由』が公開されている。
著者の東田は、4歳の頃から科学的に否定されているファシリテイテッド・コミュニケーション（Facilitated Communication: FC）を用いたトレーニングを受け、文字を書いて意思を伝える力を身につけたとされているが、そのオーサーシップについては疑問が提起されている。

## 学術的評価

### デボラ, D. ＆ 神尾, Y.（2014）
小児神経心理学者のファインと児童精神科医の神尾は、学術ジャーナル『Journal of Developmental & Behavioral Pediatrics』に『僕が跳びはねる理由』へのコメンタリーを発表した。ファインと神尾は、本書を読んだ自閉症児の保護者が、13歳の自閉症児が独力で本書を執筆したと信じ、自身の子供も同様の言語表出が可能になると期待してしまう危険性を指摘し、東田のオーサーシップに対して詳細にわたる疑義を呈した。

#### オーサーシップについて
東田のオーサーシップには疑問を抱く十分な理由がある。著者の声は13歳の少年のものとは思えず、ましてや言語能力に乏しい重度自閉症の少年のものとは考えにくい。たとえば、もしみんなが自閉症だったら…といった想像力や、人類以前の原始時代への回帰願望といった抽象的な概念の展開。さらに、なぜまともな会話ができないのかという問いに対して、皆と同じことを思っているのに、言いたいことが喋れず、表現する方法が見つからず、かわりに関係のない言葉が口から溢れ出てくるのだと説明する。2009年5月に東京大学で行われた講演においても、東田は皆と同じように心の中には言葉が湧き上がっているのに、壊れたロボットのような身体から誰かが救い出してくれれば…と同様の主張を行った。このような高度な思考や知識が、13歳の子供、特に東田のような重度自閉症の子供によって独自に生み出されたとする主張には、疑問を投げかける必要がある。

#### 書き言葉と話し言葉の乖離
本書や講演では、自閉症者の内面は定型発達者と同様であり、感覚過敏や発話の困難さがコミュニケーションを阻害しているという前提に立っている。そのような障害は、閉じ込め症候群やアフェミアに見られる。しかし、東田の発話には、内容は限定的であるものの発音や流暢さにほとんど障害が見られず、言語-運動の乖離が生じている可能性は低い。

#### ファシリテイテッド・コミュニケーション（FC）の一形態では？
東田は2009年、東京大学での講演で自身の現在のコミュニケーション方法をファシリテイテッド・フィンガー・ライティング（2009年の東京大学での講演の翻訳において）と呼び、ファシリテーターの身体的を手の支えから肘、肩、背中の支えへと減少させ、自立したタイピングを獲得したと述べた。ファシリテイテッド・コミュニケーション（FC）は徹底的に研究されており、ファシリテーターが答えを知らない場合、正確な回答が得られないことが実証されている。本書の執筆と時期を同じくする動画では、東田の横に母親が座っており、母親が東田の身体に触れている様子が確認できる。したがって独立して行っているかに見える東田のタイピングは、母親からのキューイングによるものか、前もって暗記した文章を入力している可能性がある。
2014年に東田が公の場に出て質問に答えた際、彼は「なぜ私に聞くのですか、誰にでも答えがあるでしょう、あなたはお子さんにその質問をすべきですね」などと回答し、いかなる質問にも汎用性のある答えを暗記していたようだった。また、東田はしばしばノンバーバルであると報道されているが、それは事実と異なり、公の場に出た際や動画で明らかなように、東田は口頭で話すことができる。東田は、自閉症に特徴的な繰り返しのエコラリアを伴って話すことが多い。
DVDの一場面では、東田がきれいに花を描いたり、きれいに英単語を綴ったりしている場面があり、彼の運動制御能力が優れていることが明らかであり、主張されているような内面と身体の動きの乖離は見られない。また、優れた微細運動制御能力があり、お気に入りの絵や言葉や何度も書くのは、自閉症の子供たちに典型的な特徴である。

#### なぜオーサーシップに異議を唱える必要があるのか
本書は「典型的な」自閉症児として他の自閉症者を代弁する立場を取っているため、自閉症児の保護者が非現実的な期待を抱いたり、罪悪感を感じたりする恐れがある。エビデンスに基づく教育法を拒否する事態も懸念される。
仮にこの本が実際に東田の単独執筆によるものであったとすれば、中度から重度の自閉症における言語、認知機能、コミュニケーションに関する40年にわたって慎重に蓄積されてきた知見のほぼ全てが間違いであったことを意味する。カール・セーガンが述べたように、並外れた主張には並外れた証拠が必要だ。本件の場合、その証明は容易であり、東田本人のみが知り得る情報、かつファシリテーターが知り得ない情報を使ってオーサーシップの検証を行うことで判定できるはずである。

#### 保護者へ伝えたいこと
子供の真の機能レベルに向き合うことが、支援計画の基礎となる。重度の自閉症は単なる運動障害や表出性言語障害ではない。

### リリエンフェルド, S. O., マーシャル, J., トッド, J. T., & シェイン, H. C. (2014)
リリエンフェルド、トッド & シェインは学術ジャーナル『Evidence-Based Communication Assessment and Intervention』に発表した論考で、『僕が跳びはねる理由』の英語版への翻訳者ミッチェルが2013年10月2日に放映されたジョン・スチュワートの『ザ・デイリー・ショー』に招かれた際、少なくとも本書執筆初期の東田のコミュニケーション方法がファシリテイテッド・コミュニケーション（FC）であったという事実に触れなかったことを批判した。また、東田はその後コンピューターや文字ボードを用いつつファシリテーターが内容を記録する支援をする形で自立してタイピングできるようになったと主張しているが、その主張を裏付ける科学的な記録は存在せず、自立したコミュニケーションができるようになったかの検証はされていないと指摘している。

### シモンズ, W. P., ボイントン, J., & ランドマン, T. (2021)
シモンズ、ボイントン & ランドマンは、学術ジャーナル『Human Rights Quarterly』に発表した論考において、東田のコミュニケーション方法はファシリテイテッド・コミュニケーション（FC）であろうとし、以下のように述べた。
東田が出演するビデオでは、コミュニケーションを取る際に、常に身体に触れられたり、音声を出している時にファシリテーターがそれを解釈している場面が多く見られる。コミュニケーション機器を独立して使いこなしている様子は見受けられず、コミュニケーションにおいてどれほど自立しているのか疑問が生じる。13歳にして非常に複雑な思考や感情を表現しているとされた東田は、実際には『ニューヨーク・タイムズ』のベストセラーや、20歳までに著したとされる他の14冊の本のいずれも執筆していなかった可能性が高い。『僕が跳びはねる理由』は、自閉症の少年の内面を明かすものではなく、自閉症の少年の内面が「こうであろう」とする彼の親の見解に過ぎないだろう。このような種の著作物における主張やオーサーシップの真偽は、ファシリテイテッド・コミュニケーション（FC）の使用、人権、エビデンスに基づく介入といった件との関連において、重大な問題を孕んでいる。

### トラヴァーズ, J. (2023)
トラヴァーズは、似非科学的療法に関する編著『Pseudoscience in Therapy: A Skeptical Field Guide』の章で、『僕が跳びはねる理由』をはじめとするファシリテイテッド・コミュニケーション（FC）を広める一般書が、自閉症の人々は運動障害が原因で言語や行動に支障をきたしているなどの根拠に欠ける思想を広めていることを問題視した。

### アイクスティ, I.-M., ファイン, D., & ラーソン, C. (2023)
アイクスティ、ファイン & ラーソンは、『Journal of Child Psychology and Psychiatry』誌において自閉症がコミュニケーションの困難さ以外に障害はないとする誤った説を流付する情報源のひとつとして『僕が跳びはねる理由』を挙げ、非現実的な期待や効果のない介入法により自閉症児が教育機会を失する危険性について論じている。

## 一般的評価
- 本書の英語版翻訳者であり映画版にも出演しているアイルランド在住の作家ミッチェルは本書を初めて読んだとき、自身の自閉症の息子が「語りかけているように感じた」と述べている[17]。
- 自身も自閉症児の親である心理学者のイェンス・ヘルマンは、「この本は自閉症の子をもつ親の夢想と私がみなすところのものとほぼ一致している」と述べた[18][19]。
- 自閉症児の保護者であり医師でもあり、自閉症にまつわる似非科学に関する書籍[20][21]で知られるマイケル・フィッツパトリック（英語版）は、東田氏が文字盤を使って書いたとされる文章を隣に座った援助者が文字起こししたとされる本書を批判し、既に否定されているファシリテイテッド・コミュニケーション（FC）などのテクニックを用いて「自閉症者の中には知的存在が閉じ込められていて、魔法のような手法で解放される」とする神話の再来だと指摘する。本書に見られるような自閉症者を「精神的な救世主」として理想化する風潮に対し、現実的な理解と科学的根拠に基づいた支援が必要であると強調した[22]。

## あらすじ
口頭での会話が困難だったために内的世界を表現できなかった東田が、「筆談」というコミュニケーション方法を習得したことをきっかけに、自閉症の本質や自閉症者の内的世界について質問形式で解説する。

### 第一章　言葉について：口から出てくる不思議な音
東田は自閉症者への理解を深めることを目的に本書を執筆。自閉症者の一部がコミュニケーションに困難を抱えるのは、思考や感情を言葉として表現する際に時間的なずれが生じるためだと説明する。それまで自分の内的世界を表現する術を持たなかった東田だが、「筆談援助」という手法との出会いによって言語表現ができるようになった。

### 第二章　対人関係について：コミュニケーションとりたいけれど……
自閉症者の身体的コントロールや感覚の特徴について解説。特に身体のコントロールが困難であることから生じる様々な行動の背景を説明する。

### 第三章　感覚の違いについて：ちょっと不思議な感じ方。なにが違うの？
東田は自分が身体の中に閉じ込められている感覚をもつと語る。多くの困難を抱えながらも、自閉症は自分のアイデンティティと密接に結びついているため、自閉症のままでいたいと感じるようになったと述べている。跳びはねる行動には、硬直した身体をほぐす機能があり、飛び跳ねていると気持ちがよくて鳥に変身して空を飛んでいきたくなるのだと説明する。

### 第四章　興味・関心について：好き嫌いってあるのかな？
自閉症者に見られる一見独特な行動について、予測不可能な世界をコントロールしたいという願望から生じていると説明する。

### 第五章　活動について：どうしてそんなことするの？
自閉症者に外出衝動や道に迷う傾向がある理由として、目に入った物事や現象を追いかけたくなる非合理的な衝動があると指摘する。逃げ出す行為には、世界に対する違和感とそこから解放されたいという気持ちがあるとも説明する。自閉症者もそうでない人々と同様の感情があるが、身体に閉じ込められ表現できないため絶望しパニックに至ると説明する。

## 映画
映画版『僕が跳びはねる理由』（原題：The Reason I Jump）は、東田の書籍『自閉症の僕が跳びはねる理由』を原作としたジェリー・ロスウェル監督による2020年のイギリス・アメリカ合作のドキュメンタリー映画である。東田が13歳のときに書籍に記述した自閉症当事者としての語りと５人の自閉症の若者たちの様子を重ね合わせつつ、自閉症の人々が体験する感覚世界の視覚的描写を試みることで、東田の「話すことができないからといって、言いたいことがないわけではない」というメッセージへと導く。2020年1月にサンダンス映画祭で初公開され、観客賞を受賞している。興行収入は3000万円。各国の映画祭等で高い評価を受け、2021年に日本を含む各国で劇場公開された。日本語版字幕は精神科医の山登敬之が監修した。

### 内容
5人の自閉症の若者とその家族の生活を映し出す映像に合わせて、ナレーターのジョーダン・オドネガンが書籍『自閉症の僕が跳びはねる理由』に綴られた文章を語り、自閉症の独特な世界を描写することで、ニューロダイバーシティを探求する。５人の若者は発話がない（non-speaking）とされている。映像とナレーションが重なることで、5人の若者に見られる自閉症特有の行動が『自閉症の僕が跳びはねる理由』に綴られた言葉で説明され、観衆を特定の解釈に導く。東田自身は登場せず、自閉症当事者であるジム・フジワラが東田役の少年を演じる。
インドのアムリット・クラーナは、個展を開くほどのアーティストである。母親は「アムリットのこだわりが社会的に奇妙に見えることを私は恐れて、アムリットにやめさせようとしていました。でも、直樹の本を読んで、娘がどんな気持ちでいたのかに気づきました」と語る。個展の映像とともにナレーションが流れる：「喋れないとは自分の感情や思考を共有できないということです。僕が人間として生きるために最も大切なのは、自己表現ができることです」
イギリスのジョス・ディアは、子供の頃から光と水が好きだった。配電盤から漏れる音にも興味をもち、配電盤に耳を寄せてその音を聴く。ジョスが「傘は暑い？」と言い、鳥の鳴き声に耳を抑えている場面でナレーションが入る：「僕の言葉は、誰かと喋ろうとするとすぐに消えてしまいます。僕の考えていることと僕の言っていることの間には隔たりがあります」（ジョスが叫ぶ声が流れる）「声は反射のように出てしまうのです。それは目の前で見たことや、昔の記憶に反応しているだけなのです。まるで言葉の洪水に溺れるかのようです」
「ジョスは2歳頃の経験も現在のことのように憶えていて、過去の出来事をスライドショーのように思い出す」とジョスの父親が語ったところでナレーションが入る：「時間は流れていくものなので混乱します。僕の頭の中では、今言われたことも、ずっと前に聞いたことも、そんなに変わりはありません。みんなの記憶は、たぶん線のように続いているのでしょうけど」（ジョスの子供の頃と現在の映像が交互に流れる）「僕の記憶は点の集まりのようになっていて、決して正しい順には並びません。昔の記憶が今ここで起こっているかのように自動的に再生されることがあり、当時感じた嵐のような感情に襲われます」（ジョスが車の中でパニックを起こす様子が流れ、父親がピザの受け取りのために車を離れている間、車内で待つジョスはもうピザがもらえないと言いはじめ、暴れる）「次の瞬間に何が起ころうとしているのかということは、常に大きな、大きな心配事なのです」
「思春期以降、ジョスと感覚世界の関係性は変容し、今では不安が強い」と母親が語る。そこにナレーションが流れる：「僕はものすごくやりたいのに、思う通りに動けなかったりします」（ジョスが画用紙にペンをこすらせ音を出しては不安げな様子が映し出される）「まるで僕の身体全体が別の人に属しているかのように、まるで不良品のロボットを遠隔操作しているかのように」（ジョスが暴れている映像が流れる）「パニックやメルトダウンは絶望感に引き起こされるのです。小さな間違いを犯しただけなのに、その事実が津波のように押し寄せ、その状況から逃れるためには、僕は何でもやります。そして後になって、自分の破壊したものを見て、自分自身を憎みます」
母親は言う。「ジョスの攻撃性は増すばかり」
ジョスがトランポリンで跳ねる場面に変わり、ナレーションが流れる：「なぜ僕は跳びはねるのか？　僕の身体は悲しいことやうれしいことに反応するので、感情に訴えかけるようなことが起こると、雷に打たれたかのように硬直します。でも、飛び跳ねると、僕を縛り付けている縄がふるい落とされ、僕の気持ちが空へと昇っていくようです。羽ばたいて遠くの場所へ飛んでいけたらと思います」
『僕が跳びはねる理由』の英語翻訳者であるミッチェルが登場し「東田の本は、自閉症の人々は感情も想像力をともなうような知性もないといった考えを覆した」「それを信じない人々がいる」と語る。
米国のベン・マクガンは文字盤を使って話し、自閉症に関することの決定過程に自閉症者として関りたいと思っている。米国のエマ・バドウェイはベンの友人であり、同じく文字盤を使って学習する。ベンの母親は、スペリング・トゥ・コミュニケート（Spelling to Communicate: S2C）と呼ばれるファシリテイテッド・コミュニケーション（FC）に類似したコミュニケーション方法の開発者であるエリザベス・ヴォセラーが「ベンに必要なのはスピーチセラピーではない」と言ったと回想する。文字盤を手にもつヴォセラーと文字盤のアルファベットにペンを指すベンの映像が流れる。ヴォセラーは言う。「多くの自閉症の人々は、脳では何をすべきかわかっていてもそれを体に伝えることができません。話すことは運動なので、言語を話すという微細な運動（微細運動スキル）から解放し、 腕で指さすという大きな運動（粗大運動スキル）に置き換えるのは、理にかなっています。無発話の自閉症者が文字を理解し知性を持つことが可能なのであれば、それは私たちが長い間信じてきた多くの基盤的なことを揺るがすことになります」
エマがファシリテーターの手に掲げられた文字盤を指していく映像場面に、ナレーションが入る：「あなたは、僕がこれらの文章を書くのに大した努力をしていないと思っているかもしれませんが、それは違います。私が文字盤の使い方を学んだとき、それは私の言葉を固定させてくれました。そうしなければ、私が口に出した途端に飛び去ってしまう言葉たちを」
文字盤を掲げた母親とエマがベンチに座り、エマが口頭で音を発している場面にナレーションが流れる：「私が口頭で発する言葉が私の言おうとしていることだとは思わないでください。口頭で音声を発するのはコミュニケーションと同じではありません」
エマが「家に帰ろう、お願い」と言う。「もうやめて」と言いつつエマは母親に差し出された文字盤を指差していく。母親は読み上げる「私たちはついにお互いに」。エマは叫ぶ「もうやめて、もうやめて」。母親が読み上げる「私たちはついにお互いの気持ちを伝えることができた」。エマは言う「もうやめて、もうやめて」
会食中のエマが「ターゲットに歩いていく」と言ったり「エマはハワイに行く！」と言ったりしている場面で、ナレーションが流れる：「あなたたちは信じられないほど早く話します。頭の中で何かを考えてからそれを言うまでにほんの一瞬しかかかりません。僕から見るとそれは魔法のようです。僕はいつでも未知の外国語で話さなければなりません」
エマの母親がベンとエマに歴史を教える場面。母親が文字盤を手に持ち、エマの前に向けるとエマは文字盤を指していく。母親は、「ムッソリーニ、正解」と言う。「ふたりは、以前はこういうカリキュラムをやらせてもらえなかったのです。エマ、以前受けていた教育はどんなふうだった？」母親が手に持った文字盤をエマが指す。母親が読み上げる「時間の無駄」。母親はベンのほうを向く「では、ベン、あなたはどう思う？」。ベンは文字盤にペンをタップしていく。ベンが文字盤をタップする音が61回鳴り、エマの母親が読み上げる。"They have denied our civil rights"（彼らは我々の市民権を否定した）。
シエラレオネのジェスティナ・ペン・ティミティは、自閉症に対する偏見やスティグマに囲まれている。ジェスティナの両親が開催した自閉症児を育てる家族の集まりでは、保護者が経験を語り、地域の人々に「魔女」「悪魔」「捨てろ」と言われたなどの話が出る。ジェスティナの母親は、「自閉症の叫び声や突然のジャンプという現れ方が、どうしても悪魔の子供がいる家族という目で見られてしまう」と言う。そこにナレーションが流れる：「あなたは自然の中に木々や花々などの他の美しさを感じると思います。でも、僕にとっての自然は、どんなに他の人々に無視され、押しのけられても、私を抱きしめてくれる。自然を見つめると、この世界で生きていることを許されているような感覚を受けます」
メアリーが言う「このような子どもたちのうち、生きていられるのは幸運な部類に入るんです」。ジェスティナの両親は自閉症啓発活動を続け、自閉症の子供たちの学校を作る。その学校での子供たちの楽しそうな様子が流れ直樹のナレーションに替わる：「僕は、たくさん学んで成長したいです。きっと、同じように思っている自閉症の人たちがたくさんいるはずです。私たちも成長したいのです」。アムリットの個展の映像が流れ、ヴォセラーが掲げる文字盤をベンが突いていく場面に変わる。ヴォセラーが読み上げる。"I think we can change the conversation around autism by being part of the conversation"（自閉症についての会話を変えるためには、その会話に我々が参加することが大切だと思います）。

### 評価

#### 山登敬之
精神科医の山登敬之は毎日新聞の記事で、「この映画を通して自閉症の人たちの存在や彼らの内面を多くの人に知ってもらえるのは素晴らしいことだ。東田さんを推していたかいがあった。ベンさんとエマさんが文字盤を指差し歴史の問題に正しく答えられる様子が描かれている」と述べている。産経新聞の記事では、「伝えたい思いが（言葉にできず）伝わらない悲しさ、くやしさ。跳びはねて奇異な目で見られる、恥ずかしさ、つらさ。彼らのそんな気持ちを想像してみて欲しい」とASDの人の生きづらさを山登が代弁したとされた。

#### オダギリジョー
俳優のオダギリジョーは、「人間はすぐに優劣をつけたがる。考えが及ばないものに対して否定したがる。そんなつまらない脳を吹き飛ばしてくれる作品！」とコメント。本作の劇場予告ナレーションを担当した河西健吾は「今回のお話を頂いてから初めて作品を見させていただいたのですが、このお話を見るまで自閉症というものについてほぼ知識が無いに等しい状態でした。僕の周りには自閉症の方はいらっしゃいませんが、今後そういった方々と触れ合う際に少しでも何か力になれればと思わせる作品でした」と語った。

#### 東ちづる
女優であり、一般社団法人 Get in touch 代表の東ちづるは、「伝えたいことが伝わらないもどかしさは、どう想像しても追いつかない。未知だ。なので、この映画で、旅の同行をする。自閉症の心の地図の旅だ。それは、気づきと安らぎの旅になります。ぜひ東田直樹さんの原作も併せて読んでほしい」とコメントを寄せている。

#### ジル・エッシャー
米国重度自閉症全国評議会の会長ジル・エッシャーは以下のように評した。
映画『僕が跳びはねる理由』には複数の重大な問題点がある。原著書籍の著者である東田直樹本人が映画に一切登場せず、英語版出版当初から東田氏が本当にこの文章を自力で綴ったのかについて専門家の間で疑念が呈されてきたにもかかわらず、オーサーシップを巡る議論には触れぬまま、観客に「健常者と変わらぬ内的世界がノンバーバルの自閉症者にもある」と信じることを求めている。ニューロダイバーシティの超越的理想を求める闘いにおいて根拠は重視されないのだ。
さらに問題なのが、ファシリテイテッド・コミュニケーション（FC）とスペリング・トゥ・コミュニケート（S2C）を肯定している点である。スペリング・トゥ・コミュニケート（S2C）は介助者が文字盤を支え障害者が文字を指差すことでコミュニケーションを可能にする手法だが、この手法は従来のファシリテイテッド・コミュニケーション（FC）と同様に科学的根拠に乏しく、専門機関も使用せぬよう注意喚起している。映画にはスペリング・トゥ・コミュニケート（S2C）の提唱者であるエリザベス・ヴォセラーも登場し、その手法を肯定的に紹介するが、その有効性を示す検証は一切行われない。特に、米国の若者ベン・マクガンとエマ・バドウェイが、エマの母親が手に持つ文字盤をタップしていき複雑な思考を表現する場面では、"They have denied our civil rights"という文章をベンがタップして示したとされるが、そのタップ音の数が明らかに文字数より多く、本当に本人の意志による言葉なのか疑念が残る。
感動的な音楽、美しい映像、そして印象的なナレーションは観客の共感を誘うが、視覚的・感情的な演出が過剰であり、ジャーナリズム的な客観性に欠けている。自閉症理解や受容という善意の目的に基づいていながら、全体を通じての主張は科学的根拠に欠け、視覚と感情で説得を試みるせいで、その高尚な目的が達成されないばかりか台無しとなっている。ドキュメンタリーというよりは感動を目的としたプロパガンダに近い。

#### マイケル・フィッツパトリック
自閉症児の保護者であり医師であり、また自閉症と似非科学に関する書籍で知られるマイケル・フィッツパトリックは以下のように評した。
書籍を読んだときに感じた疑惑は映画版を観ても揺るがなかった。東田自身は登場せず、東田役の少年が牧歌的な風景を幻想的に彷徨う。ファシリテイテッド・コミュニケーション（FC）と似たテクニックを使用する自閉症者たちが登場するが、ファシリテイテッド・コミュニケーション（FC）のプロセスに関して説明はなく、テクニックの検証を拒む支持者たちの姿勢についても全く触れない。映画のテーマは、自閉症の人の中には能力が閉じ込められており、魔法のようなテクニックで解放される（presumed competence）という、自閉症界において繰り返し現れてきた神話である。ファシリテイテッド・コミュニケーション（FC）が自閉症の人の本当の声ではなく、ファシリテーターの影響を反映していることは20年にわたる研究が示しているにもかかわらずだ。自閉症の子を持つ多くの保護者と同様に、私も息子の心の中で何が起きているのかを考え続けたが、我が子の内側に誰かが閉じ込められているという見方には至らないし、怪しいコミュニケーションテクニックを使用することは、親の限られたエネルギーとリソースの浪費である。ロスウェル監督による映画版は、4大陸にわたる自閉症の家族たちの苦闘を感動的に描いているが、ノンバーバルの自閉症児ふたりを育てる母親であり、アメリカ重度自閉症全国評議会の会長であるジル・エッシャーの述べた、この映画の「崇高な目的は疑似科学の押し付けによって台無しにされている」という見解に私は同意する。

## 受賞歴
- 第36回サンダンス映画祭ワールド・シネマ・ドキュメンタリーコンペティション部門観客賞[32]
- 第39回バンクーバー国際映画祭（英語版）長編インターナショナルドキュメンタリー部門観客賞
- 第39回バンクーバー国際映画祭インパクト大賞
- 第43回デンバー映画祭（英語版）最優秀ドキュメンタリー賞[33]
- 第15回ローマ映画祭（イタリア語版）社会評論賞/最優秀外国映画賞
- 第23回英国インディペンデント映画賞（英語版）最優秀ドキュメンタリー賞
- 第23回英国インディペンデント映画賞音響賞（英語版）
- イマジェサンテ映画祭2021 新たな地平賞
- 文部科学省特別選定映画（青年、成人、家庭向き）
- 厚生労働省厚生労働省社会保障審議会特別推薦
- 2021年度 児童福祉文化賞 映像・メディア等部門
- 2021年度 東京都推奨映画